# Olden (Norwegen)
Olden ist ein Dorf in der Kommune Stryn der norwegischen Provinz Vestland.
Es liegt am Faleidfjord, der am östlichen Ende des Innvikfjords liegt, der wiederum ein Ausläufer des Nordfjord ist. Westlich des Dorfes erhebt sich der Berg Skarsteinfjellet (1566 m), östlich der Avleinsfjellet (1500 m). Durch Olden führt die Provinzstraße Fylkesvei 60.
Der Ort ist Station von Kreuzfahrtschiffen, deren Passagiere von hier unter anderem die Ausläufer des Jostedalsbreen-Gletschers anfahren, z. B. den Briksdalsbreen.
Der nächstgelegene Ort ist das etwa 4 km nordöstlich liegende Loen.
Hier füllen die Hansa Borg Bryggerier Mineralwasser der Marke Olden ab.

## Persönlichkeiten
- William Henry Singer Jr. (1868–1943) – Amerikanischer Maler und Kunstsammler

## Ansichten

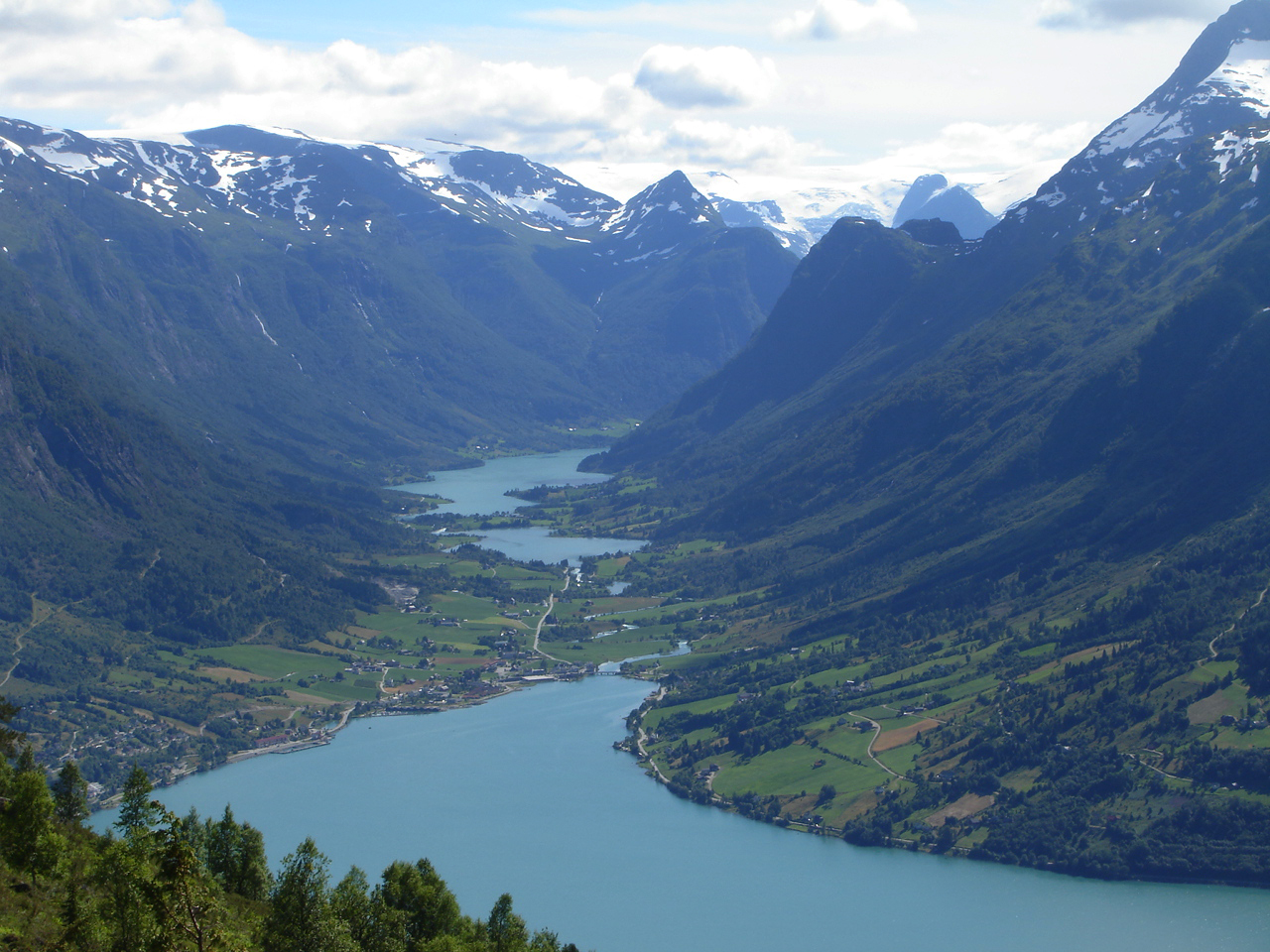
Blick auf Olden
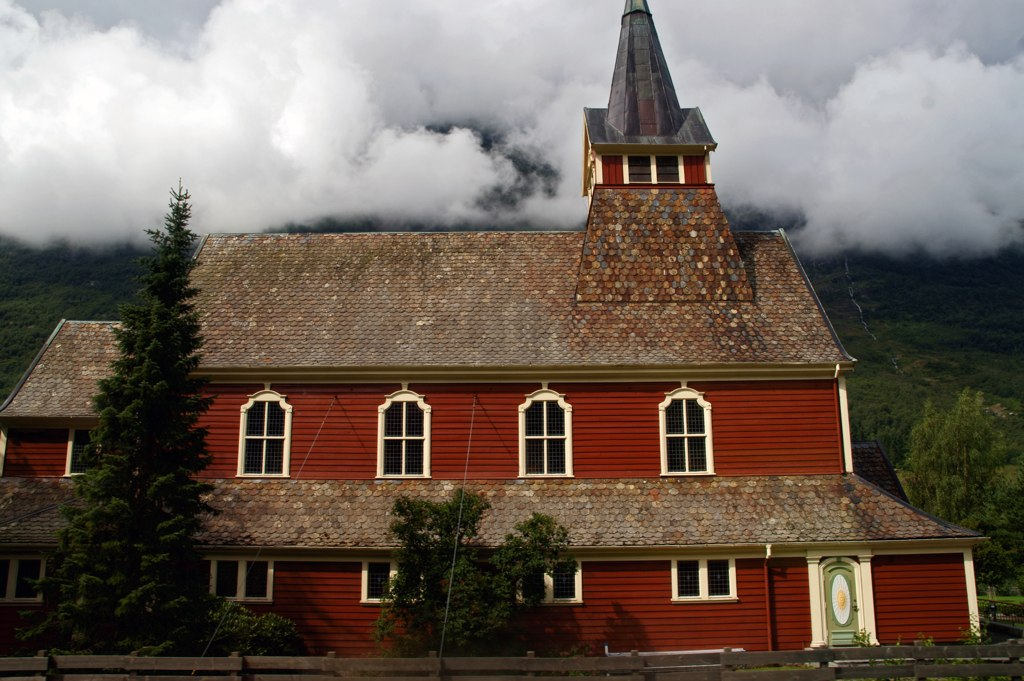
Die „neue“ Alte Kirche, gebaut 1934
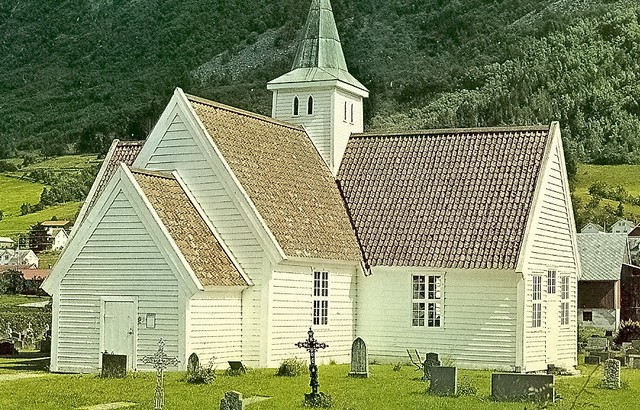
Die „alte“ Alte Kirche, gebaut 1759
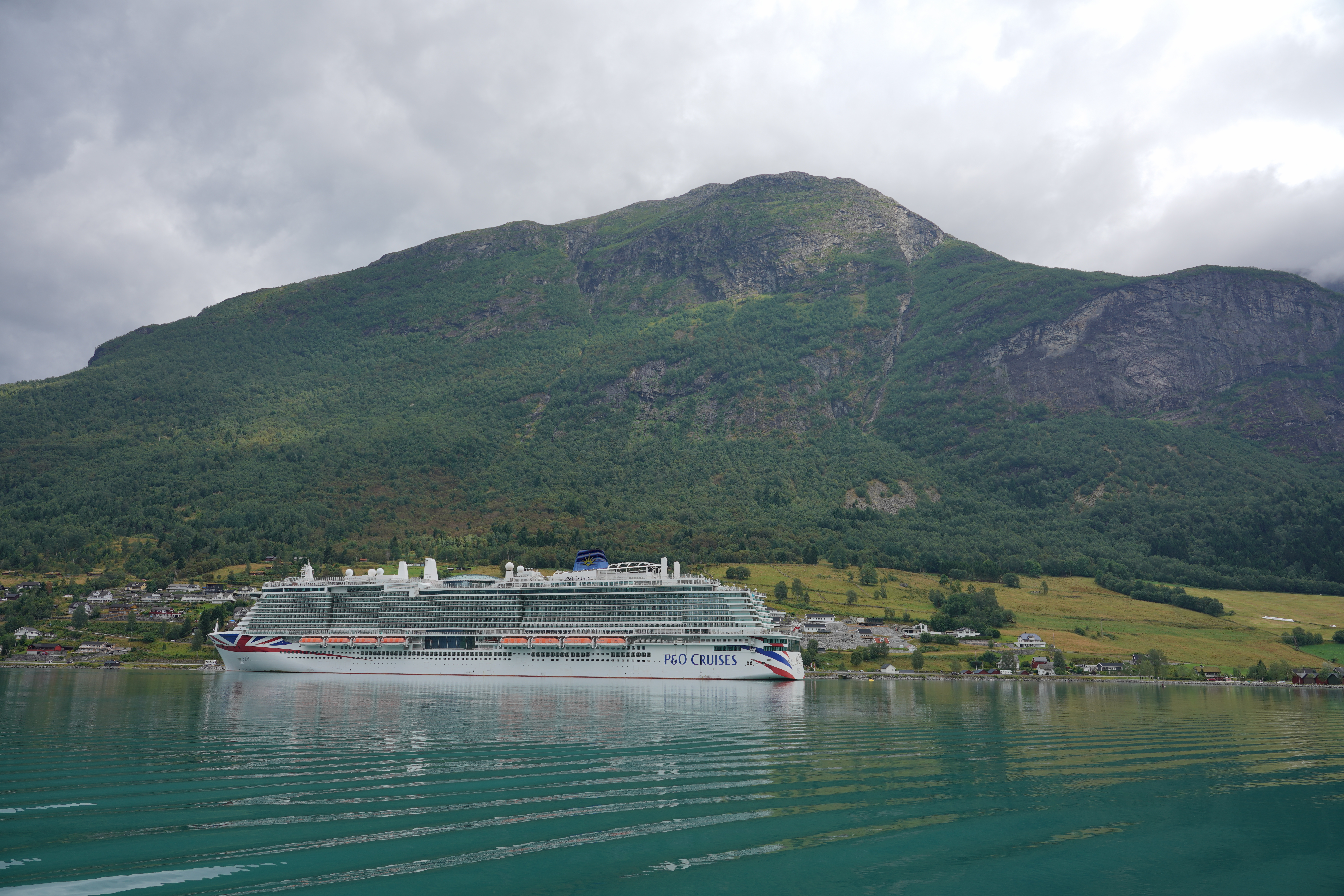
Kreuzfahrtschiff vor Olden